# Occam
Occam ist eine imperative, parallele Programmiersprache, die auf Communicating Sequential Processes aufbaut. Sie wurde um 1985 unter anderem von David May bei der Firma Inmos entwickelt und ist nach dem Philosophen und Logiker Wilhelm von Ockham (im Englischen auch Occam) benannt. Ihr Einsatzschwerpunkt liegt auf der Implementierung verteilter Systeme, insbesondere von Transputer-Systemen. Ursprünglich war sie für Mikroprozessoren von INMOS gedacht, existiert aber heute auch für andere Plattformen.

## Grundkonzept
Occam wurde nach Wilhelm von Ockham benannt, da die Sprache in ihrem Ansatz dem Prinzip von Ockhams Rasiermesser folgt. Es existieren in Occam lediglich fünf Grundkonstrukte: Sequenz, Parallelität, Alternative, Bedingung und Schleife. Jeder dieser Konstrukte bildet einen eigenen Prozess, der aus einzelnen Statements besteht, die wiederum selbst Prozesse darstellen. Die Kommunikation zwischen den Prozessen erfolgt über Channels (deutsch: Kanäle). Mit einem Fragezeichen (?) werden Channels eingelesen und mit einem Ausrufezeichen (!) werden Daten auf einem Channel ausgegeben. Kommentare werden mit -- eingeleitet und reichen bis zum Zeilenende. Funktionsblöcke werden zusammengefasst, indem jeder Zeile der gleiche Einzug vorangestellt wird. Die beiden wichtigsten Konstrukte Sequenz und Parallelität sollen kurz vorgestellt werden. Besonders die Parallelität unterscheidet Occam von den sequenziellen Programmiersprachen wie C, BASIC oder Pascal.

### Sequenz
Eine Sequenz wird mit dem Schlüsselwort SEQ eingeleitet. Occam verhält sich innerhalb einer Sequenz wie eine herkömmliche Programmiersprache.
```
SEQ

  
EKanal
 
?
 
a

  
b
 
:=
 
a
 
*
 
5

  
AKanal
 
!
 
b

```

Im obigen Codefragment wird zunächst der Wert aus dem Channel EKanal ausgelesen und in der Variablen a abgelegt. Dann wird der Variablen b der fünffache Wert von a zugewiesen und die Variable b an den Channel AKanal ausgegeben. Die Abarbeitung der Statements erfolgt dabei der Reihe nach (sequentiell).

### Parallelität
Parallel abzuarbeitende Anweisungen werden mit dem Schlüsselwort PAR eingeleitet. Jeder darin enthaltene Prozess wird dabei gleichzeitig gestartet.
```
PAR

  
SEQ

    
EKanal1
 
?
 
a

    
EKanal2
 
?
 
b

    
c
 
:=
 
a
 
*
 
b

    
AKanal1
 
!
 
c

  
SEQ

    
EKanal3
 
?
 
x

    
EKanal4
 
?
 
y

    
z
 
:=
 
x
 
+
 
y

    
AKanal2
 
!
 
z

```

Der gesamte PAR-Prozess besteht hier aus zwei SEQ-Prozessen, die ihrerseits wiederum aus einzelnen Statements bestehen. Die beiden SEQ-Prozesse werden (wegen der ihnen übergeordneten PAR-Anweisung) gleichzeitig gestartet und parallel abgearbeitet.

## Hello, World! in Occam
```
PROC
 
HelloWorld
()

  
[]
BYTE
 
helloworldstring
 
:

  
SEQ

    
helloworldstring
 
:=
 
"Hello, World!"

    
screen
 
!
 
helloworldstring

```